# Waterlooplein
La Waterlooplein (« Place Waterloo » en néerlandais) est l'une des places principales de la capitale néerlandaise Amsterdam, située dans l'arrondissement Centre, non loin des quais de la rive droite de l'Amstel et du Blauwbrug, vers lesquels elle mène depuis le Zwanenburgwal et la Mr. Visserplein.
Située en plein cœur de la ville, elle est bordée par entre autres l'église Moïse-et-Aaron et le Stopera (contraction de « Stadhuis » et « Opera »), un bâtiment qui abrite à la fois l'hôtel de ville et le Muziektheater, qui regroupe lui-même l'Opéra national des Pays-Bas (DNO) et le Ballet national des Pays-Bas (HNB).

## Histoire
La place est créée en 1882, lorsque les Leprozengracht et Houtgracht, deux canaux du centre-ville, sont remblayés. Le 19 décembre 1883, la place est baptisée sous son nom actuel par le conseil municipal amstellodamois, en l'honneur de la bataille de Waterloo, au cours de laquelle le royaume uni des Pays-Bas et ses alliés triomphent de l'armée française en 1815. Auparavant, elle est connue sous le nom populaire de Jodenhoek (« Coin Juif »), de la religion des marchands dans le quartier.
La place, où se tenait un marché juif de premier plan jusqu'à la Seconde Guerre mondiale, accueille toujours un marché aux puces réputé à Amsterdam. La sculpture De Dokwerker, inaugurée sur la Waterlooplein par la reine Juliana en 1952, est déplacée en 1970 de quelques centaines de mètres vers la Jonas Daniël Meijerplein, au sud-est, à côté de la synagogue portugaise d'Amsterdam. Elle commémore la grève de février 1941. En conséquence, la commémoration annuelle prend place sur la Jonas Daniël Meijerplein depuis.

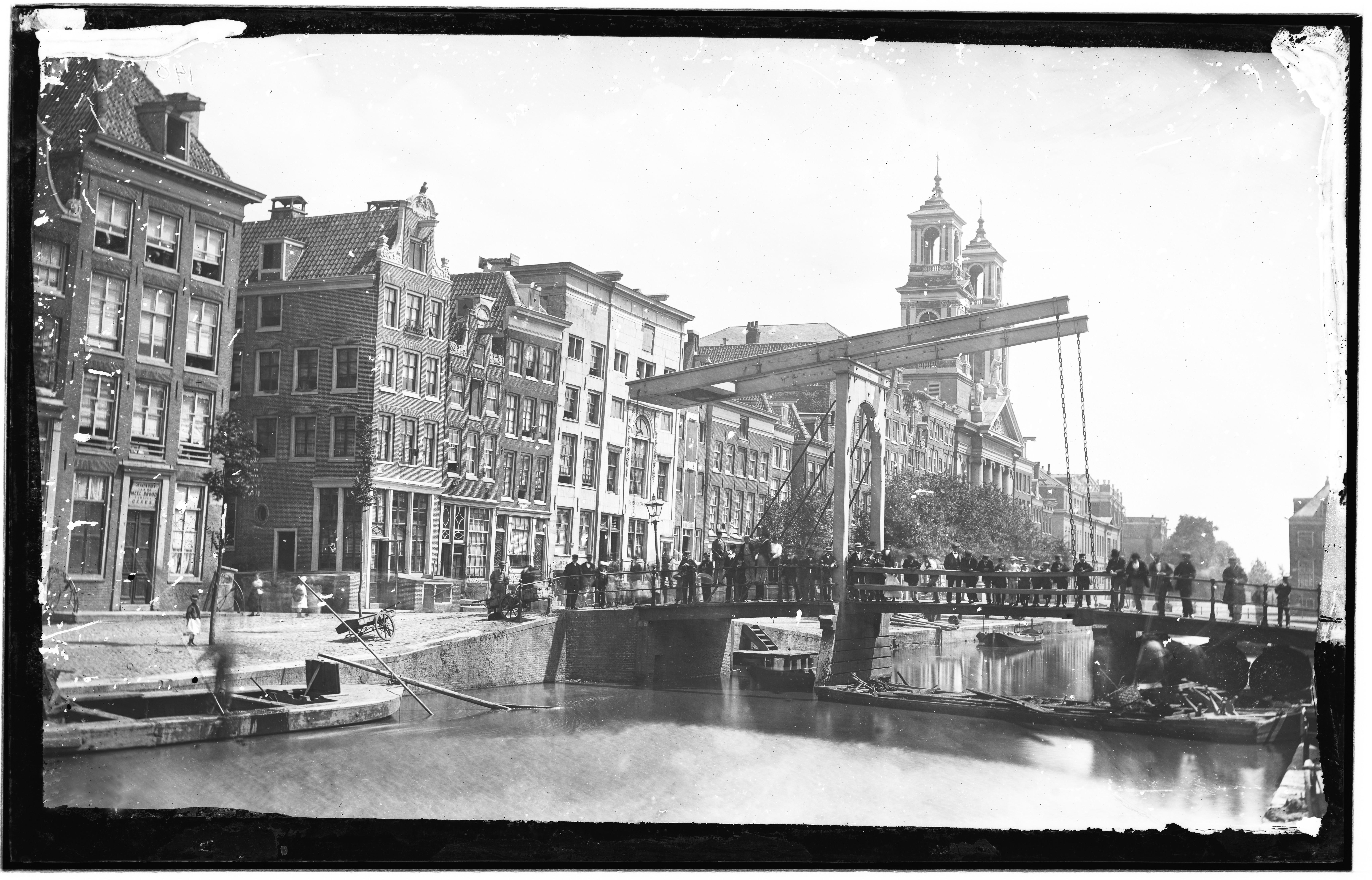
Le Houtgracht tel qu'il existe avant la création de la Waterloplein par son remblaiement.
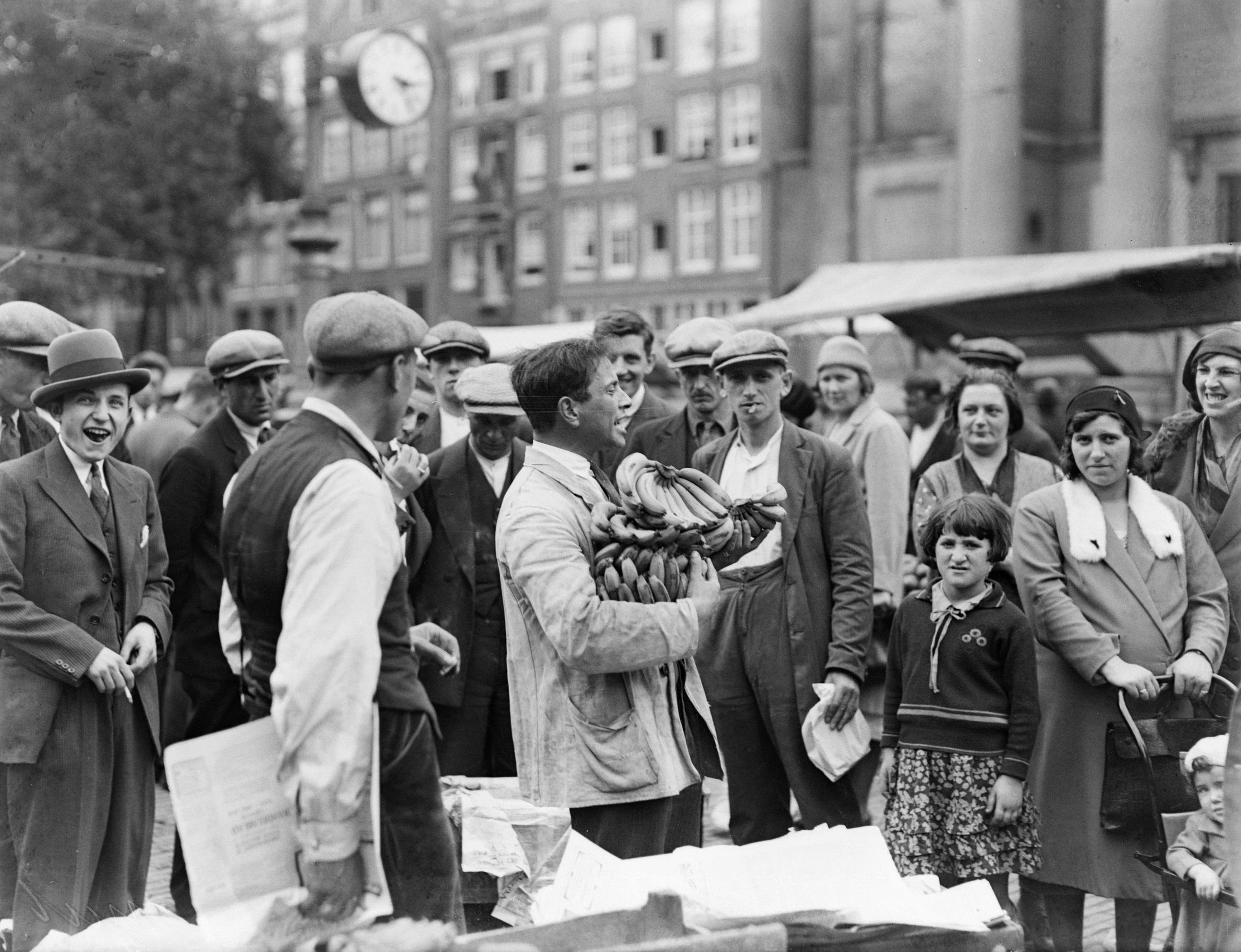
Scène de marché sur la Waterlooplein (1932).
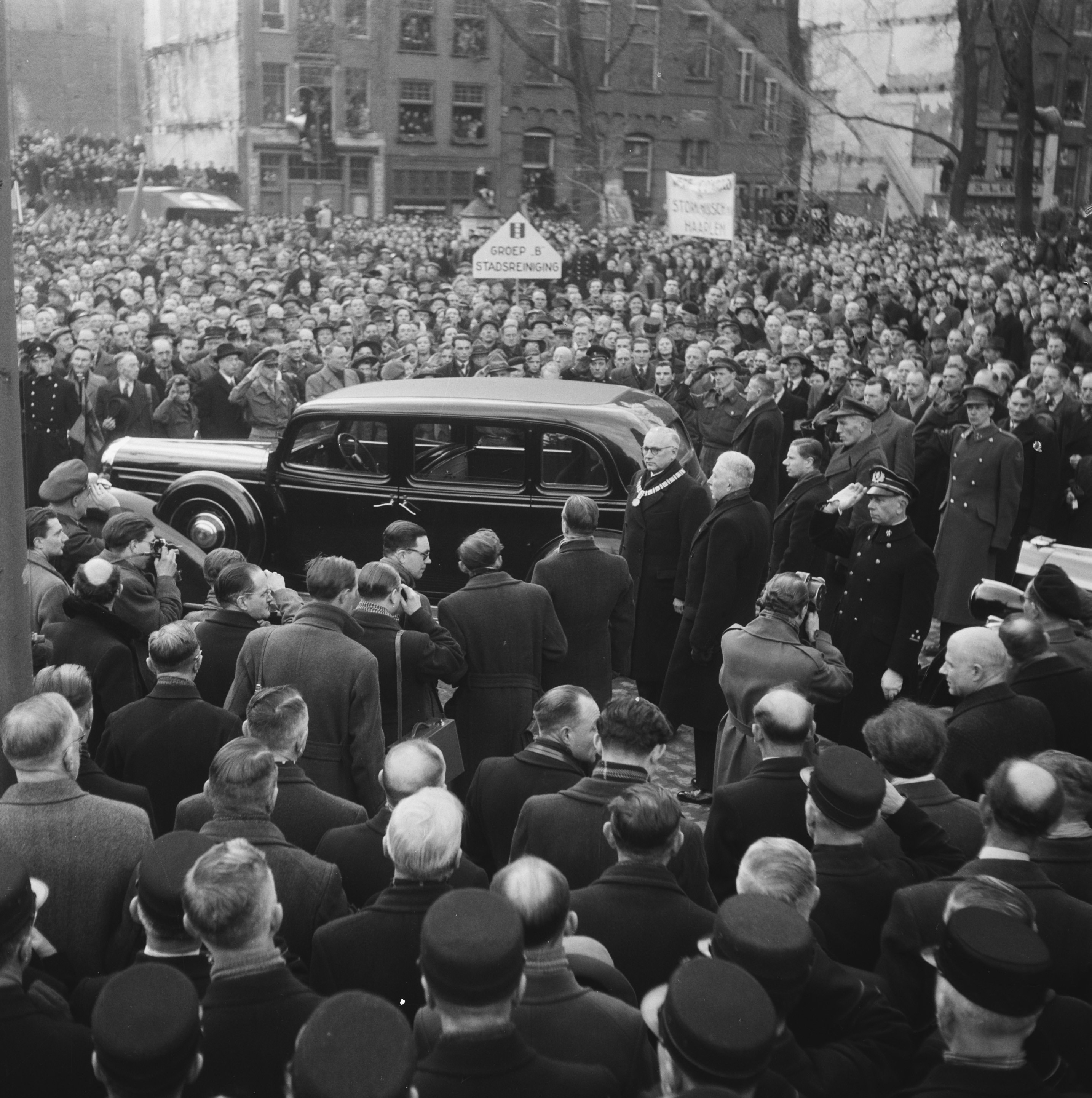
Commémorations de la grève de 1941, en présence de la reine Wilhelmine et du bourgmestre Feike de Boer, en 1946.
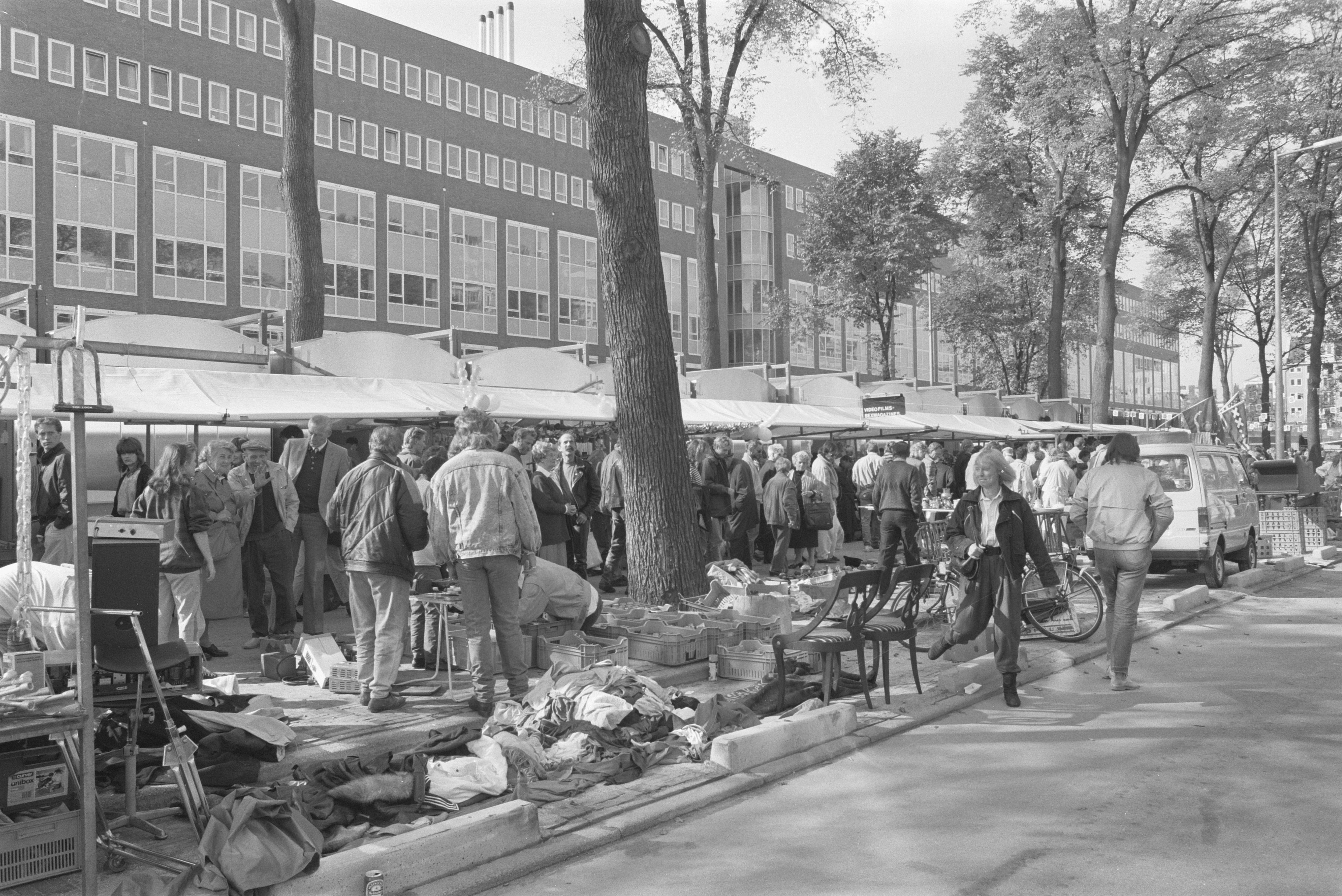
Marché sur la Waterlooplein, en 1988.

## Géographie

### Situation
La Waterlooplein connaît de nombreuses mutations au cours de l'histoire. La place telle qu'elle existe aujourd'hui, en forme de « L » renversé, ne date que de 1988, soit deux ans après l'ouverture du Stopera. Elle est délimitée par ce dernier à l'ouest, le Zwanenburgwal au nord, l'église Moïse-et-Aaron et la Mr. Visserplein à l'est et l'Amstel et son Blauwbrug au sud. Le musée de la maison de Rembrandt se trouve non loin au nord-ouest, dans la Jodenbreestraat.
En 2018, le conseil municipal d'Amsterdam vote la réalisation de travaux d'embellissement de la place, qui s'étalent jusqu'en 2022 et permettent notamment la plantation de nouveaux arbres.

### Transports
La place est desservie par les lignes 51, 53 et 54 du métro d'Amsterdam, ainsi que la ligne 14 du tramway d'Amsterdam, à la station Waterlooplein.